# Deuce (commedia)
Deuce è una commedia del drammaturgo statunitense Terrence McNally, debuttata a Broadway nel 2007.

## Trama
Le anziane ex campionesse di tennis Leona Mullen e Midge Barker assistono insieme ai quarti di finali di un campionato di tennis ed attendono di essere premiate al termine del match. La partita diventa occasione per le due signore di ricordare grandi campionesse del passato come Althea Gibson o Babe Didrikson-Zaharias e commentare la situazione dello sport al giorno d'oggi.

## Produzioni
Lo spettacolo ha debuttato a Broadway il 6 maggio 2007 ed è rimasto in scena per 121 performance, chiudendo il 19 agosto. Facevano parte del cast Angela Lansbury nel ruolo di Leona, Marian Seldes nel ruolo di Midge, Joanna Adler nel ruolo di Kelly Short, Brian Haley nel ruolo di Ryan Becker e Michael Mulheren nel ruolo di un fan. La commedia ha ricevuto un'accoglienza piuttosto fredda, ma ha avuto un certo successo a causa del fatto che fosse la prima volta che Angela Lansbury tornava a recitare a Broadway dopo quasi venticinque anni di assenza; per la sua interpretazione la Lanbsury è stata candidata al Tony Award alla miglior attrice protagonista in uno spettacolo, senza vincerlo.